# Адриан Богородски
Митрополит Адриан Богородски (светско име Валентин Егорович Старина; 13 декември 1943 г., Днепропетровск) е украински и руски религиозен деец. Изследовател на църковната музика. Архиерей на Православната църква на Украйна. До 15 декември 2018 г. е митрополит на Украинската православна църква на Киевската патриаршия, постоянен член на Свещения Синод на Украинската православна църква на Киевската патриаршия (до 2011 г.). Един от тримата епископи на УПЦ на Киевската патриаршия, който е имал катедра на територията на Руската федерация.

## Биография
Роден е на 13 декември 1943 в град Днипро, Бащата на бъдещия митрополит Яхор Старина е убит по време на Втората световна война, майка му отглежда сама петте си деца.
1961 – 1963 г. – преминава военна служба в Ярославска област на РФ. След излизането от казармата отива в Троице-Сергиевата лавра на Московската патриаршия, където става духовен ученик на главния регент на Лаврата и Московската Духовна академия игумен Матвий Мормил, който му помага да се подготви за постъпване в духовно учебно заведение.
1967 г. – завършва Днипропетровското музикално училище. От 1968 до 1973 г. учи в Киевския педагогически институт. С благословията на митрополит Киевски и на цяла Украйна Филарет (Денисенко) през януари 1974 г. се опитва да постъпи в Троице-Сергиевата лавра, но не е приет. След това го изпращат в Смоленската епархия, където е ръкоположен за дякон и свещеник от епископ Смоленски и Вяземски Теодосий (Процюк).
След като служи три години като настоятел в село Николо-Яровна, Адриан построява Свято-Николаевски храм.
1982 г. – приет в клира на Московската епархия, завършва Московската богословска семинария. Служи в Богоявленския храм в град Коломна. През 1987 г. е прехвърлен в Каширски район и град Балашиха. На 8 септември 1987 г. е постриган за монах от игумена на Троице-Сергиевата лавра архимандрит Алексий Кутепов с име Адриан.
1988 г. – завършва Московската духовна академия, където защитава дисертация на тема „Църковното хорово пеене в Руската православна църква през хилядолетния период на съществуването ѝ – X-XX век“
През пролетта на 1989 г. е назначен за настоятел на Богоявленския събор на град Ногинск в Московска област и е избран за игумен, а през лятото на 1990 г. е повишен в сан архимандрит. През 1992 г. обаче Епархийският събор под ръководството на митрополит Ювеналий настоява йеромонах Адриан да отиде в Уляновската епархия на РПЦ. Но Адриан не отива в Уляновск, считайки това за незаслужено заточение, и преминава в състава на Руската Православна Автономна църква, която тогава е част от Руската православна църква зад граница. В тази връзка Московската патриаршия го лишава от сан.
На 27 декември 1993 г. архимандрит Адриан е приет в клира на УПЦ на Киевската патриаршия с указ на патриарх Володимир (Романюк), а енорията на Богоявленския събор на град Ногинск в Московска област е включена в състава на УПЦ (КП) като част от РПАЦ под юрисдикцията на патриарх Володимир Романюк.
В енорията доминират етническите руснаци, тъй като в Ногинск почти няма украинци. В Ногинск Адриан развива широка благотворителна дейност: създава безплатна столова и здравен пункт за нуждаещите се жители на града. При събора действат женски манастир, библиотека с 50 000 тома, Духовна семинария и Православен лицей.
На 6 февруари 1994 г. Филарет (Денисенко) и други епископи на УПЦ КП ръкополагат Адриан с титул „епископ на Запорожие и Днипропетровск“ във Владимирската катедрала в Киев.
8 февруари 1994 г. – Свещеният синод на УПЦ-Киевска патриаршия решава да създаде отделна епархия на територията на Руската федерация. Епископ Адриан е назначен за управляващ архиерей на Богородската епархия (Московска област) на Украинската православна църква (Киевска патриаршия), но постоянно пребивава на територията на Украйна.
27 октомври 1995 е повишен в сан архиепископ.
1 февруари 1996 г. – назначен за управляващ на Днипропетровската епархия с титул „Архиепископ Днипропетровски и Криворижки“.
На 29 септември 1997 г. – отряд от 100 бойци на ОМОН – полиция със специално предназначение на Руската федерация – поема контрола върху недвижимите и движимите имоти на Богоявленската катедрала според решение на властта, за да ги прехвърли на Руската православна църква Московска патриаршия. Специалните сили слагат белезници на Адриан и го извеждат от катедралата. Тези действия съвпадат с атаките срещу УПЦ на Киевската патриаршия в самата Украйна, където Светият патриарх Филарет е заплашен с физическа разправа.
9 декември 2002 г. – с решение на Синода на УПЦ КП епископ Адриан (Старин) е повишен в сан митрополит.
21 октомври 2009 г. – с решение на Свещения синод на УПЦ на Киевската патриаршия той е назначен за управляващ на отделна Криворожка епархия с титул „Криворожки и Никополски“.
С решение на Свещения синод от 13 май 2011 г. митрополит Адриан е освободен от управлението на Криворожката епархия и е оставен да управлява Богородската епархия (Московска област на РФ) с титул митрополит Богородски на УПЦ КП.
15 декември 2018 г. – Митрополит Адриан участва в Обединителния събор на украинските православни църкви, проведена от екзарсите на Вселенската патриаршия. Той е един от епископите на диптихиалната православна църква в Украйна.

## Награди
През 2007 г. е награден „за личен принос в социално-икономическото, културното развитие на украинската държава, значителни трудови постижения, както и по повод 16-ата годишнина от независимостта на Украйна“, награден с ордена „За заслуги“ III степен от президента Виктор Юшченко.
Удостоен е със следните църковни награди:
- Орден на Свети Архистратиг Божи Михаил (1999);
- Орден на свети равноапостолен княз Володимир Велики III степен (23.01.2004 р.);
- Орден на Юрий Победоносец (14.12.2006).